# Amb fanfàrria
|  | No s'ha de confondre amb la pel·lícula neerlandesa Fanfare.. |

Amb fanfàrria (títol original en francès, En fanfare) és una pel·lícula francesa de 2024 dirigida per Emmanuel Courcol. Es tracta d'una comèdia dramàtica amb guió original del mateix director, escrit en col·laboració amb Irène Muscari, Oriane Bonduel, Marianne Tomersy i Khaled Amara. S'ha subtitulat al català.
Els papers principals els protagonitzen Benjamin Lavernhe, Pierre Lottin i Sarah Suco.
Es va estrenar en un passi al Festival Internacional de Cinema de Canes el 19 de maig de 2024. L'estrena en cinemes francesos es va produir el 27 de novembre de 2024. La seva estrena a l'Estat espanyol es va produir el 28 de març de 2025.

## Argument
Thibaut Desormeaux és un reconegut director d'orquestra que, arran d'una greu malaltia, i necessitat d'un trasplantament de medul·la òssia, s'assabenta que va ser adoptat pels seus pares. Començarà llavors una cerca que el portarà a descobrir a Jimmy Lecocq, el seu germà petit biològic i la seva gran esperança pel trasplantament.
Jimmy viu modestament al nord de França: treballa a una cafeteria escolar i toca el trombó a la banda municipal del seu petit poble. L'amor i habilitat per la música sembla ser l'única semblança entre els germans.
Les circumstàncies faran que Thibaut dirigeixi la banda municipal i, en detectar les habilitats musicals del seu germà, voldrà remendar les injustícies del destí. Jimmy comença a somniar amb una nova vida...

## Repartiment
- Benjamin Lavernhe, com Thibaut Desormeaux;
- Pierre Lottin, com Jimmy Lecocq;
- Sarah Suco, com Sabrina;
- Jacques Bonnaffé, és Gilbert Wozniak;
- Anne Loiret, és Claire;
- Clémence Massart, com Claudine.

## Producció
Com que la música és part fonamental de la història, la banda sonora està formada per nombroses peces que van des del jazz (I Remember Clifford) de Benny Golson a la chanson (Emmenez-moi de Charles Aznavour) o la música clàssica (el Boléro de Maurice Ravel i peces de Mozart, Verdi, Beethoven o Debussy).
La música original va ser composta per Michel Petrossian i registrada amb la Orchestre National d'Ile de France i la Harmoie des mineurs de Laillang, petita banda municipal del nord de França com la que es representa a la pel·lícula.

## Premis i nominacions
| Any  | Premi                                                | Categoria                          | Nominat                          | Resultat   |
| ---- | ---------------------------------------------------- | ---------------------------------- | -------------------------------- | ---------- |
| 2024 | Festival Internacional de Cinema de Sant Sebastià    | Premi del Públic                   | En fanfare                       | Guanyadora |
| 2024 | Festival Internacional de Cinema de Comèdia de Begur | Corall d'Or a la millor pel·lícula | En fanfare                       | Guanyadora |
| 2025 | Premis César                                         | Millor actor                       | Benjamin Lavernhe                | Nominat    |
| 2025 | Premis César                                         | Millor actriu secundària           | Sarah Suco                       | Nominada   |
| 2025 | Premis César                                         | Millor revelació masculina         | Pierre Lottin                    | Nominat    |
| 2025 | Premis César                                         | Millor guió original               | Emmanuel Courcol e Irène Muscari | Nominats   |
| 2025 | Premis César                                         | Millor so                          | Niels Barletta i Pascal Armant   | Nominats   |
| 2025 | Premis César                                         | Millor muntatge                    | Guerric Catala                   | Nominat    |
| 2025 | Premis César                                         | Millor pel·lícula                  | En fanfare                       | Nominada   |

## Recepció
Les crítiques periodístiques després de l'estrena a Catalunya van ser molt positives:
- Imma Merino va dir a El Punt Avui, «Aquesta pel·lícula humanista i amb consciència social evita tant com pot els clixés (tot i que potser el guió hi cau quan un conflicte entre els germans dona peu a l’emotivitat de la reconciliació) i el sentimentalisme fàcil, si bé el final a ritme de Bolero de Ravel fa massa explícita la voluntat de commoure. En tot cas, no deixa de ser una mostra d’un cinema comercial digne».[10]
- Astrid Meseguer digué a La Vanguardia, «una commovedora i lluminosa comèdia dramàtica de descobriment fraternal i superació a través de la música que abraça (...) el missatge de la capacitat de l’art com a font d’inspiració i redempció. (...) una història que fuig de clixés i jugades sentimentals gratuïtes i orquestra un equilibri perfecte entre moments dramàtics i un humor que irradia esperança».[11]

A la web Filmaffinity la pel·lícula va rebre un 6,8 sobre 10; a IMDb la mitjana va pujar a 7,4.